# Tygodnik Demokratyczny
Tygodnik Demokratyczny – polski tygodnik wydawany w latach 1953–1990 w Warszawie, organ prasowy Stronnictwa Demokratycznego.

## Historia
Pierwszy numer czasopisma ukazał się 6 czerwca 1953. Gazeta o profilu społeczno-politycznym powstała jako oficjalny organ Stronnictwa Demokratycznego. Publikowała informacje dotyczące życia politycznego Polski, ze szczególnym uwzględnieniem SD. Zawieszona w pierwszych miesiącach stanu wojennego kontynuowała działalność od marca 1982. Co miesiąc publikowała dodatki poświęcone poszczególnym miastom i regionom Polski. Oprócz tematów polityki wewnątrzkrajowej poruszała problematykę międzynarodową (dotyczącą krajów Bloku Wschodniego, Europy Zachodniej i USA), społeczną (w tym tzw. nowe zagadnienia jak kontrkultura, oświata seksualna i HIV/AIDS, ochrona środowiska) i kulturalną (dotyczącą m.in. ochrony dziedzictwa narodowego). Do publicystów gazety należeli w latach 80. Elżbieta Centnowska, Piotr Kościński, Elżbieta Otffinowska, Barbara Sierszuła, Tadeusz M. Kozłowski, Maciej Rosolak, Cezary Leszczyński, Piotr Winczorek i Robert Nowak. Wśród stałych rubryk można było znaleźć „Mówi świat” i „Czarny leksykon”, a także horoskop i krzyżówkę.
Gazeta przestała się ukazywać w 1990.

## Redaktorzy naczelni
- Stanisław Kaliszewski (1953–1969)
- Eugenia Krassowska (1969–1973)
- Witold Kulisiewicz (1973–1988)
- Lidia Smyczyńska (1988–1990)